# Donnaldsoncythere ardis
Donnaldsoncythere ardis är en kräftdjursart som beskrevs av Hobbs och Walton 1963. Donnaldsoncythere ardis ingår i släktet Donnaldsoncythere och familjen Entocytheridae. Inga underarter finns listade i Catalogue of Life.